# ديفيد نولز
ديفيد نولز (بالإنجليزية: David Knowles)‏ (1941 في المملكة المتحدة - 26 يناير 2011 في المملكة المتحدة) هو لاعب كرة قدم بريطاني في مركز حراسة المرمى. لعب مع برادفورد سيتي ونادي بوري ونادي هاليفاكس تاون.